# Oswaldo Betancort
Oswaldo Betancort García (Teguise, Lanzarote, 4 de diciembre de 1976 ) es actualmente presidente del Cabildo de Lanzarote y La Graciosa, y diputado autonómico del grupo regionalista (CC) en el Parlamento de Canarias.

## Biografía
Nació en Lanzarote, en 1976, en el seno de una familia sustentada por una empresa familiar, siendo el segundo de cinco hermanos. Cursó estudios de Derecho en la Universidad de Las Palmas de Gran Canaria, y a los 23 años comenzó a dedicarse profesionalmente al sector de la promoción y construcción inmobiliaria de forma directa durante once años.
Es afiliado a Coalición Canaria desde el 2005. Entre el periodo de 2009-2015 fue secretario local de Coalición Canaria en Teguise. Además, fue vicepresidente de la organización juvenil de Coalición Canaria en Lanzarote y vicesecretario insular de la formación nacionalista. En la actualidad, es Secretario Ejecutivo de Políticas Migratorias.
Desde el año 2011 hasta el 2023 fue alcalde del municipio de Teguise,
En 2023 se dio a conocer su candidatura como cabeza de lista al Cabildo Insular de Lanzarote en las elecciones del 28 de mayo de 2023, las que ganó por 69 votos de ventaja a la presidenta titular del Cabildo de Lanzarote, obteniendo ambos 8 consejeros. Tras un pacto entre Coalición Canaria y el Partido Popular, consiguió ser investido como presidente del Cabildo de Lanzarote el 26 de junio de 2023.
Actualmente, ostenta el cargo de Presidente del Cabildo de Lanzarote y se desempeña como diputado en el Parlamento de Canarias dentro del Grupo Nacionalista (CC).